# Уинн Фонстад, Карен
Карен Уинн Фонстад (англ. Karen Wynn Fonstad, 18 апреля 1945 — 11 марта 2005) — учёная, картограф. Составительница нескольких атласов вымышленных миров.

## Биография
Дочь Джеймса и Эстис Уинн — Карен Лиа Уинн родилась в Оклахома-Сити, штат Оклахома, 18 апреля 1945. Окончила старшую школу города Норман, штат Оклахома, и университете Оклахомы, где получила степень бакалавра в области физиотерапии в надежде стать иллюстратором-анатомистом[en]. Но позднее получила степень магистра в области географии со специализацией в картографии.
Во время обучения в университете Карен познакомилась со своим будущем мужем — доцентом географии Тоддом А. Фонстадом. Они поженились 21 марта 1970 года. От их брака родились сын Марк Алан и дочь Кристина.
Работала внештатным картографом и внештатным лектором по географии в Висконсинском университете в городе Ошкош с 1993 по 1998. На протяжении 24 лет Карен входила в комитет по градостроительству (Oshkosh City Plan Commission) и в городской совет Ошкоша. Помимо этого деятельность и интересы Карен касались следующих организаций: совет директоров Grand Opera House; комитеты развития отелей, конференц-центров и общественного транспорта (Hotel/Convention Center and Mass Transportation Center Development Committees); Ошкошская корпорация по развитию коммерции (Oshkosh Commercial Development Corporation); правление Совета директоров по оптимизации бизнеса (Business Improvement Council Board of Directors) и Ошкошский комитет даунтауна (Downtown Oshkosh Committee).
Карен была перечислена в публикациях издательства Marquis Who's Who: «Кто есть кто среди американских женщин», «Кто есть кто на Среднем Западе» и «Кто есть кто среди женщин всего мира».

### Смерть
Карен Уинн Фонстад умерла 11 марта 2005 года в возрасте 59 лет от осложнения рака молочной железы. Поминальная служба проходила в Объединённой методистской церкви на бульваре Алгома в городе Ошкош. Похоронена на кладбище Форест в Стивенс Пойнт.

## Работы
Карен получила известность за создание атласов некоторых вымышленных миров:
- The Atlas of Middle-earth (1981) ISBN 0-395-28665-4
  - Атлас Средиземья, основанный на Легендариуме Толкина.
- en:The Atlas of Pern (1984) ISBN 0-345-31434-4
  - Атлас Перна, основанный на цикле книг «Всадники Перна» Энн Маккефри.
- en:The Atlas of the Land (1985) ISBN 0-345-31431-X
  - Атлас Страны, основанный на «Хрониках Томаса Ковенанта, Неверующего» Стивена Дональдсона.
- en:Atlas of the Dragonlance World (1987) ISBN 0-88038-448-4
  - Атлас Кринна, основанный на «Саге о Копье» — цикле книг Трейси Хикмена, Маргарет Уэйс и других авторов.
- en:The Forgotten Realms Atlas (1990) ISBN 0-88038-857-9
  - Атлас Забытых Королевств, мира Эда Гринвуда, основанного на системе «Подземелья и Драконы», изданной TSR.
- Fonstad, Karen Wynn. The Atlas of Middle-earth. — Boston: Houghton Mifflin, 1991. — ISBN 0-618-12699-6.
  - Второе, исправленное издание «Атласа Средиземья» (1991).